# Phytomyza heterophylli
Phytomyza heterophylli este o specie de muște din genul Phytomyza, familia Agromyzidae, descrisă de Bland în anul 1997. Conform Catalogue of Life specia Phytomyza heterophylli nu are subspecii cunoscute.